# Barsbek
Barsbek là một đô thị thuộc huyện Plön, trong bang Schleswig-Holstein, nước Đức. Đô thị Barsbek có diện tích 8,73 km², dân số thời điểm 31 tháng 12 năm 2006 là 657 người.